# Euryopis galeiforma
Euryopis galeiforma är en spindelart som beskrevs av Zhu 1998. Euryopis galeiforma ingår i släktet Euryopis och familjen klotspindlar. Inga underarter finns listade i Catalogue of Life.